# Den Tüchtigen gehört die Welt
Den Tüchtigen gehört die Welt (en alemany el món pertany als rics) és una paròdia d'una pel·lícula policial austríaca-estatunidenca del 1981 dirigida per Peter Patzak i protagonitzada per Franz Buchrieser com a major criminal vienès Kottan.

## Argument
Adolf Kottan, major de la policia criminal vienesa, ha de tornar a submergir-se en un sotabosc vienès de corrupció en la política i els negocis i ben aviat descobreix un escàndol tangible en el qual estan molt implicats representants d'ambdós sectors de la societat i elements criminals de tota mena. Aquesta vegada es tracta de l'especulació immobiliària a molt gran escala. Al capdavant d'aquesta qüestionable col·laboració hi ha el director general d'una empresa de planificació, l'enginyer Wolfgang Bleiner, la presidenta del consell de supervisió Dr. Herta Aichinger i el gerent de districte Erwin Sommer. Es beneficien de l'especulació immobiliària a costa del sector públic, especialment en el curs de la construcció d'un centre residencial i d'oci integral. També hi participen l'obscur Kralicek i el defraudador d'assegurances Haumer, que, impulsat per pensaments de venjança contra els especuladors de la construcció, vol treure profit dels seus coneixements intentant fer xantatge a Bleiner. Haumer acusa la companyia de Bleiner de ser en part responsable del destí de la seva filla, que va acabar en cercles ombrívols i va acabar en una pel·lícula porno.
El comandant de la policia Kottan intenta desentranyar les connexions amb els seus fidels amics Schremser i Schrammel i rep l'ajuda inesperada del periodista d'investigació Pigel. Les coses es compliquen encara més quan de sobte apareix un assassí professional de San Francisco anomenat Harry Werner en nom de Bleiner, que se suposa que s'ha de desfer d'Haumer, un còmplice no desitjat de les maquinacions de Bleiner. Les investigacions de Kottan aviat porten als més alts cercles socials i polítics de Viena, i estan molt interessats en que les investigacions policials s'aturin. Aviat sembla que tothom lluitarà contra els altres. Abans que l'assassí nord-americà pugui fer la seva sagnant feina amb el lladre xantatgista Haumer, fingeix la seva pròpia mort. Una mica més tard, Haumer mor a la presó, on no para de colpejar-se el cap contra la paret de la cel·la. Al final, Kottan fa sortir a la llum bona part de l’escàndol, però l'escàndol real es pot tapar amb èxit.

## Repartiment
- Franz Buchrieser Major Adolf Kottan
- Walter Davy: Paul Schremser
- Bibiane Zeller: Dr. Herta Aichinger
- Lukas Resetarits: Ludwig Haumer
- Fred Schaffer: Gerent de districte Erwin Sommer
- Peter Neubauer: Schrammel
- Broderick Crawford: Mike Carrady
- Frank Gorshin: Harry Werner també conegut com Nash
- Nigel Davenport: Pigel
- Ernst Konarek: Ing. Wolfgang Bleiner
- Joey Forman: Eddie Owen
- Maria Bill: Elfi Kahlbeck
- Heinz Petters: Genner
- Liliana Nelska: Erna Kovarik
- Pavel Landovský: Jakob Kralicek
- Heinrich Strobele: Hofrat Prager
- Erhardt Koren: Jerabek
- Otto Tausig: verdulero Kramml
- Erni Mangold: Casera
- Heidi Melinc: amfitriona
- Michaela Mock: metge de policia
- Michael A. Schottenberg: detectiu
- Hanno Pöschl: Home amb la senyora Kahlbeck
- Peter Turrini: Passant amb dos gossos